# Hirzbacherhöfe

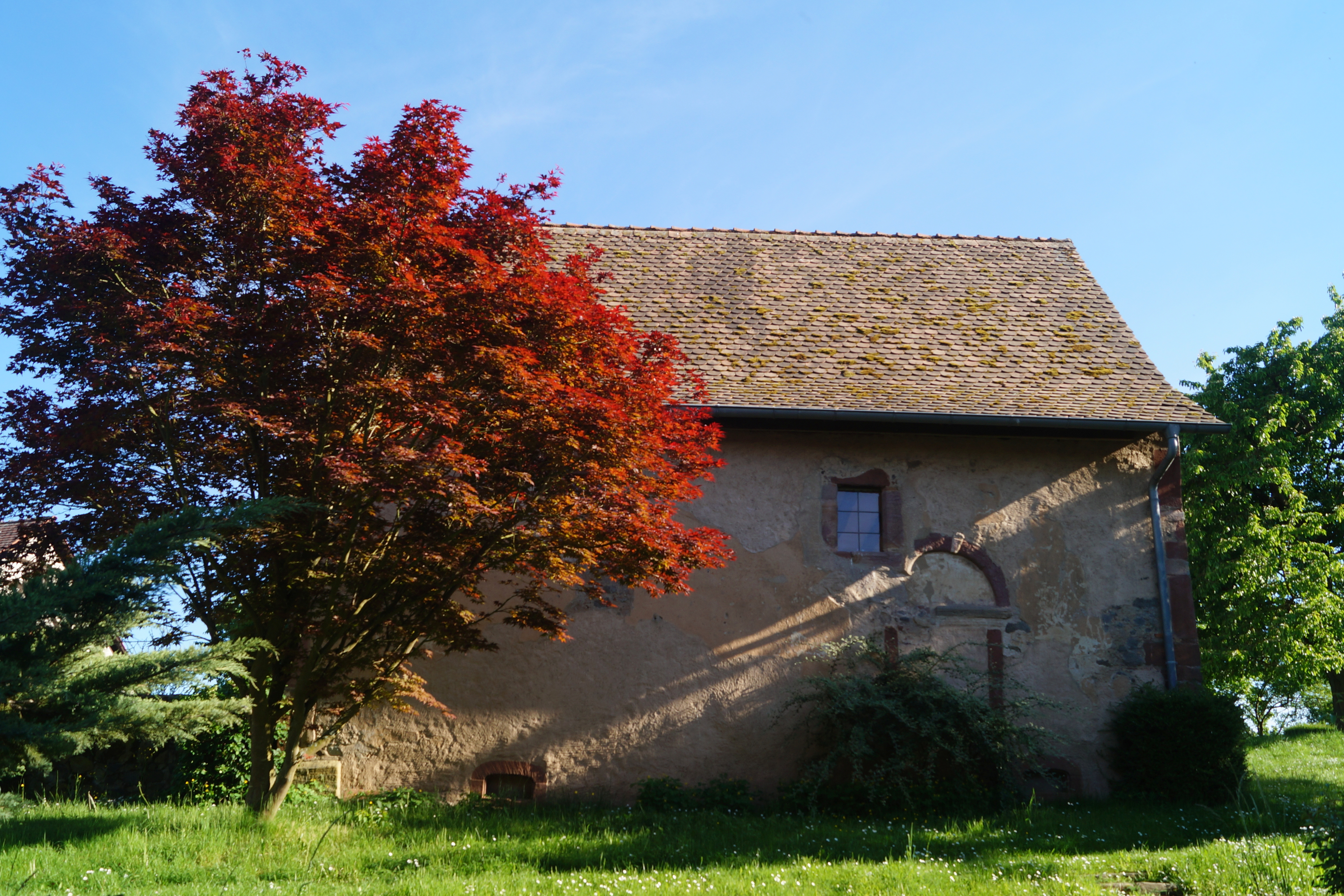
Ansicht der Hirzbacher Kapelle von Norden

Die Hirzbacherhöfe sind ein Weiler in der Gemarkung des Ortsteils Marköbel der Gemeinde Hammersbach im hessischen Main-Kinzig-Kreis.

## Geografische Lage
Die Hirzbacherhöfe liegen in der Gemarkung Marköbel der Gemeinde Hammersbach, etwa 150 Meter über NN und ca. 1,5 km westlich der Bebauung von Marköbel.

## Geschichte

### Mittelalter
Die älteste erhaltene Erwähnung der Siedlung ist eine Urkunde des Mainzer Domkapitels, die in das Jahr 1128 datiert.
1252 werden Güter – möglicherweise die bereits 1128 erwähnten – dem Antoniterkloster Roßdorf übertragen. 1254 schenkte Reinhard I. von Hanau die Hirzbacher Kapelle St. Maria ebenfalls den Antonitern in Roßdorf. In der Folgezeit unterstand die Kapelle dem Landkapitel Roßdorf. Das Kloster Ilbenstadt erwarb in den Hirzbacherhöfen 1255 Besitz. Ein Conradus de Hirsbach wird 1309 als Hanauer Lehensnehmer genannt.
Die Hirzbacherhöfe gehörten zum Amt Windecken der Herrschaft und ab 1429 Grafschaft Hanau, ab 1458: Grafschaft Hanau-Münzenberg. Bereits 1421 bildete Hirzbach zusammen mit Marköbel eine Gemeinde.

### Historische Namensformen
- Hirzbach (1128)
- Hircisbach (1252)
- Herzspach (1365)

### Neuzeit
Die Grafschaft Hanau-Münzenberg schloss sich in der Reformation zunächst der lutherischen Konfession an, ab 1597 war sie reformiert. 1632 wohnten in den Hirzbacherhöfen 9 Dienstpflichtige.
Mit dem Tod des letzten Hanauer Grafen, Johann Reinhard III., 1736, fielen die Hirzbacherhöfe – zusammen mit der ganzen Grafschaft Hanau-Münzenberg – an die Landgrafschaft Hessen-Kassel, aus der Anfang des 19. Jahrhunderts das Kurfürstentum Hessen hervorging. 1804 verkaufte der Graf von Leiningen-Westerburg als Besitzer Ilbenstadts zwei Höfe der Hirzbacherhöfe an Kurhessen. Die Hirzbacherhöfe wurden mit der Verwaltungsreform des Kurfürstentums Hessen von 1821, im Rahmen derer Kurhessen in vier Provinzen und 22 Kreise eingeteilt wurde, dem neu gebildeten Landkreis Hanau zugeschlagen. 1866 wurden das Kurfürstentum – und damit auch die Hirzbacherhöfe – nach dem Deutsch-Österreichischen Krieg von Preußen annektiert. 1895 gab es hier 10 Häuser mit 67 Bewohnern. Nach dem Zweiten Weltkrieg lag Hirzbacherhöfe im Land Hessen. Mit der Gebietsreform in Hessen kam Hirzbacherhöfe zum neu gebildeten Main-Kinzig-Kreis.